# Riddell
Riddell je priimek več oseb:
- Ralph Anthony Riddell, britanski general
- Thomas Sheridan Riddell-Webster, britanski general
- William Riddell Birdwood